# 北条主殿介
北条 主殿介（ほうじょう とのものすけ、? - 正保4年（1647年）6月）は、江戸時代前期の武将。北条氏康の曾孫。北条氏邦の孫。父は北条庄三郎。

## 生涯
父の庄三郎は加賀藩の前田家に仕えており、その父が寛永年間に入る頃に死去したため、家督を継承した。加賀藩での知行は1000石であった。正保4年（1647年）6月に病死した。
主殿介には男子が無かったため、その知行は加賀藩に収公され、娘に5人扶持が与えられている。主殿介の死により、氏邦の家系は断絶した。